# Chrysaora

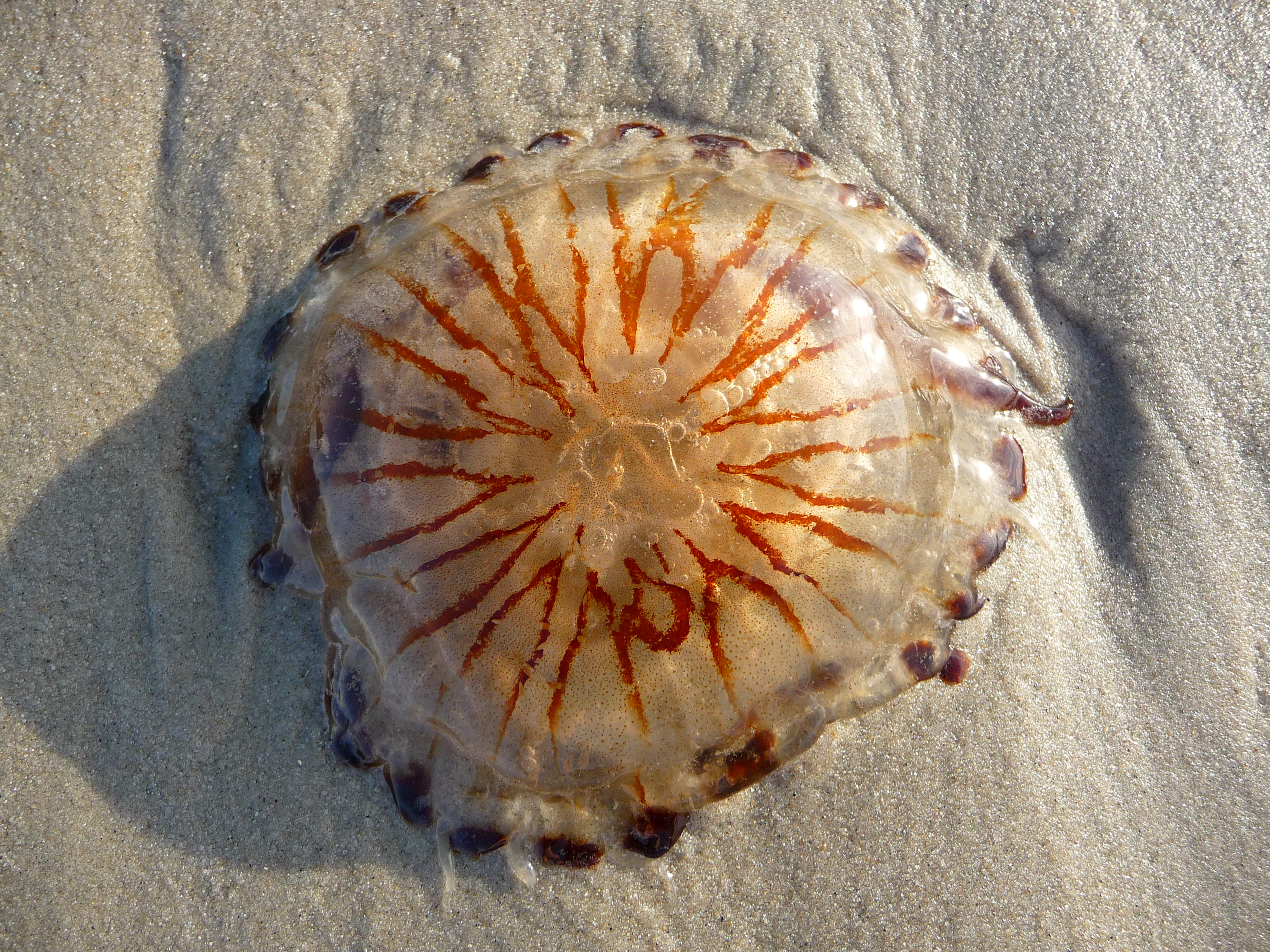
Meduza kompasowa, wyrzucona na plażę

Chrysaora (pol. meduza kompasowa) - rodzaj jamochłonów z gromady krążkopławów. Klosz do 30 cm średnicy; jego górą biegnie promieniście 16 ciemnych linii, upodabniających go istotnie do tarczy kompasu (u niektórych gatunków mogą one nie być widoczne). Kędzierzawe ramiona przyustne osiągają 2 m długości, a z krawędzi klosza zwisają 24 cienkie i bardzo rozciągliwe czułki. Meduzy kompasowe zmieniają płeć z wiekiem - początkowo są samcami, potem stają się obojnakami, a w końcu - samicami. Należą do pospolitszych krążkopławów górnego pelagialu oceanicznego.

## Gatunki
Według Zootaxa rodzaj Chrysaora składa się z 12 gatunków:
- Chrysaora achlyos
- Chrysaora chinensis
- Chrysaora colorata
- Chrysaora fulgida
- Chrysaora fuscescens
- Chrysaora hysoscella
- Chrysaora lactea
- Chrysaora melanaster
- Chrysaora pacifica
- Chrysaora pentastoma
- Chrysaora plocamia
- Chrysaora quinquecirrha